# Chelonus longulus
Chelonus longulus är en stekelart som först beskrevs av Vladimir Ivanovich Tobias 1996.  Chelonus longulus ingår i släktet Chelonus och familjen bracksteklar. Inga underarter finns listade i Catalogue of Life.